# Заслуженный машиностроитель РСФСР

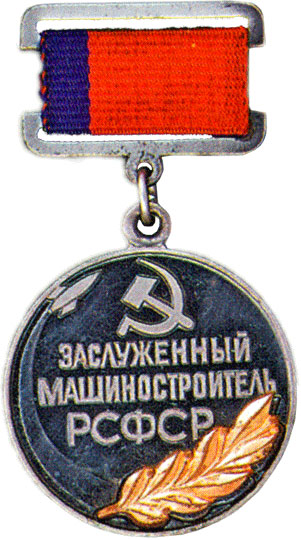
Нагрудный знак «Заслуженный машиностроитель РСФСР»

Заслуженный машиностроитель РСФСР  — государственная награда РСФСР, Почётное звание РСФСР. На союзном уровне существовало звание Заслуженный машиностроитель СССР.
Присваивалось Президиумом Верховного Совета РСФСР и являлось одной из форм признания государством и обществом заслуг высокопрофессиональных машиностроителей. Лицам, удостоенным почётного звания вручались грамоты Президиума Верховного Совета РСФСР и соответствующий нагрудный знак.
Почётное звание было установлено Указом Президиума Верховного Совета РСФСР и отменено.

## История
6 января 1978 года - дата установления звания. После развала СССР — установлено звание Заслуженный машиностроитель Российской Федерации.

## Среди удостоенных
- Кашликов Анатолий Степанович
- Горфинкель, Борис Исаакович,
- Долецкий, Виталий Алексеевич ,
- Загорский, Николай Григорьевич,
- Мокрый Семен Владимирович,
- Никитин Александр Петрович,
- Постный, Николай Дмитриевич,
- Рябчиков, Владимир Иванович,
- Семёнов, Валентин Александрович,
- Синицын, Иван Флегонтович,
- Чернышёв, Владимир Васильевич,
- Шерстобитова, Марина Геннадьевна.